# 西南1街站
西南1街站（英語：1 Street SW station）是卡加利轻轨系統中一個位於卡加利市中心的輕鐵車站。該站只提供西行列車服務，最近的東行車站為中央大街及西南3街二站（二者僅提供東行列車服務）。車站位於南7大道北面、中央大街西面，為免票區內的其中一個車站。路線201及202均停靠此站。
既有的西1街站（1 Street W station）於1981年5月25日，作為卡加利首條輕鐵線（西8街－安達臣）的一部份啟用，當時該站位處西南1街與西南2街之間（毗連斯科細亞中心〔Scotia Center〕）。2005年10月28日，為西南1街站而建的新月台竣工。新月台可容納4節車廂列車，並移往位於1街與中央大街之間的一個新位置，而該處位處舊有位置以東一個街區。這亦是「7大道翻新計畫」（7 Avenue Refurbishment Project）中首個獲翻新的車站。
所有於2005－2012年間翻新、於7大道上的車站採用與中央大街類似的設計，整條人行道的兩端均以斜道連接月台。然而，中央大街的上蓋（canopy）設計與2005年起的新建車站略為不同。
車站鄰近建築計有研科會展中心、格林堡博物館及卡加利塔，以及森科能源中心、斯科細亞中心及博瓦立廣場等摩天大樓。
2023年3月22日，作為應對卡加利轻轨系統罪案問題的一部份，西南1街站和市政廳與市中心西－柯爾比沿線其他車站都將升級照明及。
據卡加利交通局公佈的數據顯示，2007年，西南1街站於平日的日均乘客量為19,000人。